# Nigüelas
Nigüelas là một đô thị trong tỉnh Granada, Tây Ban Nha. Theo điều tra dân số 2006 (INE), đô thị này có dân số là 1149 người.
36°58′B 3°32′T / 36,967°B 3,533°T